# Chimarra mendiana
Chimarra mendiana (лат.) — вид мелких ручейников рода Chimarra из семейства приречные ручейники (Philopotamidae). Эндемики Океании. Видовое название дано по месту обнаружения типовой серии (Mendi).

## Распространение
Остров Новая Гвинея, Папуа — Новая Гвинея (S Highlands Province), Mendi, 1660 м, около 6° 10' ю.ш., 143° 40' в.д.

## Описание
Ручейники мелких размеров. Длина переднего крыла 5,5 мм. Общий цвет тела и крыльев бледный, пепельный. C. mendiana относится к группе C. papuana (по Mey, 2006) и наиболее похож на C. papuana, C. bobita, C. kalija, C. bintang и C. ukarumpana, поскольку удлиненный вентральный отросток на IX сегменте превышает дистальный край IX сегмента. Chimarra mendiana отличается от других видов, включая C. papuana, тем, что вершина дорсо-апикального выступа нижних придатков не расширена, как у C. bobita и C. ukarumpana; при боковом виде дистальный край нижних придатков менее сильно усечен, чем у C. papuana и C. ukarumpana, и более резко изогнут, чем у C. bobita, C. kalija и C. bintang. Самки неизвестны.  Формулы шпор 1, 4, 4; вторая анальная жилка задних крыльев сливается с первой анальной жилкой, образуя замкнутую ячейку. Вид был впервые был описан в 2020 году в ходе ревизии, проведённой австралийским энтомологом Дэвидом Картрайтом (D. I. Cartwright; Wandana Heights, Виктория, Австралия).